# Jean Pierre Louis Girardin
Jean Pierre Louis Girardin (Párizs, 1803. november 16. – Rouen, 1884. május 24.) francia kémikus.

## Élete
Thénard tanítványa volt és 1828-ban Rouenban az alkalmazott kémia tanára lett. Ugyanitt munkások számára is rendezett tanfolyamot kémiából; 1838-ban a mezőgazdasági kémia tanára lett és nagy érdemeket szerzett a mezőgazdaság előmozdítása körül. 1858-ban Lille-be, később Clermont-ba az akadémia rektorául hívták meg.

## Művei
- Éléments de minéralogie appliquée aux sciences chimiques (Párizs, 1826, 2 kötet);
- Considérations générales sur les volcans (Rouen, 1830);
- Du sol arabe (Párizs, 1842);
- Des fumiers et autres engrais animaux (7 kiad., uo. 1875);
- Moyens d'utiliser le marc de pommes (4 kiad., uo. 1854);
- Des marcs dans nos campagnes (Rouen, 1854);
- Traité élémentaire d'agriculture (2 kötet, 3 kiad., Párizs, 1874),
- Chimie générale et appliquée (4 kötet, uo. 1868-69),
- Leçons de chimie élémentaire appliquée aux arts industriels (5 kötet, 1. kiad. uo. 1880).